# Флорика (Телеорман)
Флорика (рум. Florica) насеље је у Румунији у округу Телеорман у општини Драча. Oпштина се налази на надморској висини од 46 m.

## Становништво
Према подацима из 2002. године у насељу је живело 339 становника, од којих су сви румунске националности.